# Преброяване на населението в България (2021)
Преброяването на населението в България през 2021 г. се провежда от 7 септември до 10 октомври 2021 г.
За втори път то е на два етапа – от 7 до 30 септември 2021 г. има възможност за попълване на електронна преброителна карта, а от 18 септември до 10 октомври 2021 г. се извършват посещения на домакинствата, сградите и жилищата от преброители. То е 18-ото поред преброяване на населението в демографската история на България.
Резултатите от преброяването се използват и за нуждите на европейската статистика. През 2021 г. се провежда преброяване на населението и жилищния фонд във всички държави членки на Европейския съюз.
Към 7 септември 2021 г. населението на България е 6 519 789 души. В периода между двете преброявания - 2011 - 2021 г., населението на страната намалява с 844 781 души, или с 11.5%.
Намалението на населението в резултат на отрицателния естествен прираст е -501 хил., или 59.3% от общото намаление. Естественият прираст за всички години от периода между преброяванията през 2011 и 2021 г. е отрицателен, като най-голямо е намалението на броя на населението през 2021 година (-90 317 души). Останалите 40.7% от намалението се дължат на външната миграция, или броят на лицата, напуснали страната през периода 2011 - 2021 година (344 хил. души).

## Резултати
Население по години на преброяванията през периода 1880 – 2021 година 
Население по статистически райони, възраст и пол
| Възраст (години) | Численост | Численост | Численост | Възраст (години) | Дял (%) | Дял (%) | Дял (%) |
| Възраст (години) | Общо      | Мъже      | Жени      | Възраст (години) | Общо    | Мъже    | Жени    |
| Общо             | 6 519 789 | 3 136 262 | 3 383 527 | Общо             | 100,0   | 100,0   | 100,0   |
| ---------------- | --------- | --------- | --------- | ---------------- | ------- | ------- | ------- |
| 0 – 9            | 591 367   | 303 837   | 287 530   | 0 – 9            | 9,07    | 9,69    | 8,50    |
| 10 – 19          | 612 596   | 315 608   | 296 988   | 10 – 19          | 9,40    | 10,06   | 8,78    |
| 20 – 29          | 567 912   | 291 670   | 276 242   | 20 – 29          | 8,71    | 9,30    | 8,16    |
| 30 – 39          | 836 975   | 432 811   | 404 164   | 30 – 39          | 12,84   | 13,80   | 11,95   |
| 40 – 49          | 977 538   | 501 578   | 475 960   | 40 – 49          | 14,99   | 15,99   | 14,07   |
| 50 – 59          | 932 078   | 463 655   | 468 423   | 50 – 59          | 14,30   | 14,78   | 13,84   |
| 60+              | 2 001 323 | 827 103   | 1 174 220 | 60+              | 30,69   | 26,38   | 34,70   |

## Данни
При преброяването на населението и жилищния фонд се събират следните данни за хората: собствено, бащино и фамилно име; единен граждански номер (ЕГН) за българските граждани и за чужденците, получили разрешение за пребиваване в Република България, както и чужденците, получили статут на бежанец и хуманитарен статут; личен номер на чужденец (ЛНЧ) за чужденците; личен номер (ЛН) на гражданин на Европейския съюз; дата на раждане; пол; връзки между членовете на домакинството и семейството; постоянен адрес и настоящ адрес; гражданство; статут на пребиваване; държава и място на раждане; семейно положение; брой живородени деца; степен на завършено образование; грамотност; участие в образование; етническа група; вероизповедание; майчин език; трудов статус – икономически активен или неактивен; професия и/или длъжност; име на предприятието или на организацията и икономическа дейност на юридическата единица; местоположение на работното място или на учебното заведение; вид на транспорта, използван за пътуване до работното място или до учебното заведение; вътрешна и външна миграция на лицата; степен на трайно намалена работоспособност или степен на увреждане. За домакинствата се събира информация за брой лица и временно присъстващи лица.
За жилищните сгради се събират следните данни: адрес на сградата; вид на сградата; местоположение на сградата; година на построяване; тип на строителната конструкция; брой на етажите; наличие на асансьор; брой на жилищата в сградата; наличие на други обекти в сградата, които се ползват за нежилищни цели; достъпност на сградата. За жилищните сгради се събират и данни за географските координати на входовете на сградата.
За жилищата се събират следните данни: адрес на жилището; вид на жилището; статут на владеене на жилището; тип собственост; обща застроена площ; брой на помещенията и/или стаите; кухня и спомагателни помещения; енергийна осигуреност; водоснабдяване и канализация; санитарни помещения; енергийна ефективност; материална осигуреност и услуги.